# Palau d'Ibaigane
El Palau d'Ibaigane és un palauet d'estil neobasc a Bilbao (Biscaia, País Basc) l'any 1900. Actualment és utilitzat com a seu oficial de l'Athletic Club.

## Història
Construït per l'arquitecte Gregorio Ibarretxe, aquest palauet es va inspirar en els palaus classicistes del primer barroc, fusionant aquest art amb l'estil neobasc de finals del segle XIX. Construït com a residència del navilier i industrial Ramón de la Sota, va ser reformat en 1918 per Ricardo Bastida, i va pertànyer a la família nacionalista De la Sota, fins que, en concloure la guerra civil espanyola, va ser confiscat  i reconvertit en una caserna militar, pertanyent al govern militar de Biscaia.
Diverses dècades després, després de reinstaurar-se la democràcia a Espanya, l'edifici i la finca adjacent van ser restituïts als seus legítims propietaris el 1979. Anys més tard, el 1986, l'Athletic Club va arribar a un acord econòmic amb els propietaris del palauet, perquè a partir d'aquell moment passés a ser la seu oficial del club bilbaí. Després de diversos mesos de restauracions, el palau va ser inaugurat com a seu de l'Athletic Club el 22 d'agost del 1988. Des de llavors fins a l'actualitat pertany a l'Athletic. El seu ús actual és de caràcter institucional ja que acull els actes simbòlics per al club i els àpats oficials amb les directives rivals en les hores prèvies dels partits oficials disputats a San Mamés.